# Mary Ann Cotton
Mary Ann Cotton, född 31 oktober 1832, död 24 mars 1873 (avrättad), var en engelsk seriemördare som tros ha mördat totalt uppemot 21 personer. Hon misstänks bland annat ha mördat tre av sina fyra makar, elva av sina egna barn samt ett av sina styvbarn genom att förgifta dem med arsenik i syfte att få ut pengar från deras livförsäkringar. Hon dömdes dock enbart för ett mord.

## Uppväxt
Mary Ann Cotton föddes som Mary Ann Robson den 31 oktober 1832 i Low Moorsley (numera en del av Houghton-le-Spring, en förort till Sunderland). Hennes far Michael var gruvarbetare och djupt religiös och en våldsamt disciplinär. När Mary Ann var åtta år flyttade familjen till byn Murton i Durham. Strax efter flytten omkom hennes far i en olycka när han föll ner i ett gruvschakt.
År 1843 gifte Mary Anns mor, Margaret (född Lonsdale), om sig med en man vid namn George Stott, med vilken Mary Ann inte kom överens. Vid 16 års ålder flyttade hon ut för att arbeta som sjuksköterska i den närliggande byn South Hetton. Efter tre år återvände hon dock till sin mors hem och utbildade sig till sömmerska.

## Första maken: William Mowbray
År 1852, vid 20 års ålder, gifte sig Mary Ann med gruvarbetaren William Mowbray och kort därefter flyttade de till Plymouth i sydvästra England. Under tiden i Plymouth fick paret fem barn i snabb takt, varav fyra dock dog som spädbarn. Efter några år flyttade William och Mary Ann tillbaka till Durham där William fick arbete på ett ångfartyg. De fick ytterligare tre barn, även dessa dog i ung ålder och i januari 1865 dog även William av vad som uppgavs vara en tarmsjukdom. William hade tidigare tecknat en livförsäkring och efter hans död  erhöll Mary Ann en utbetalning på 35 pund, vilket på den tiden motsvarande ungefär en halv årslön för en arbetare.

## Andra maken: George Ward
En kort tid efter William Mowbrays död dog även Mary Anns 3-åriga dotter, detta innebar att Mary Ann nu hade förlorat åtta av de nio barn hon hade fött. Efter detta lämnade hon sitt enda återstående barn, dottern Isabella, hos sin mor Margaret och styvfadern George Stott och flyttade tillbaka till Sunderland där hon fick arbete på ett sjukhus. En av hennes patienter på sjukhuset var en ingenjör vid namn George Ward, de inledde ett förhållande och gifte sig den 28 augusti 1865. Under större delen av deras äktenskap led George Ward av dålig hälsa och han avled i oktober 1866 efter en lång tids sjukdom som kännetecknades av förlamning och tarmproblem med svåra magsmärtor. Den behandlande läkaren vittnade senare om att Ward hade varit mycket sjuk, men han hade blivit förvånad över att hans död kom så plötsligt. Även denna gång erhöll Mary Ann försäkringspengar efter sin makes död.

## Tredje maken: James Robinson
Efter George Wards död fick Mary Ann i november 1866 arbete som hushållerska hos James Robinson, en förmögen skeppsredare i Sunderland som nyligen blivit änkling och som nu stod ensam med fem barn. En månad efter Mary Anns ankomst i huset hade även ett av James barn dött. Robinson och Mary Ann inledde vid denna tid ett förhållande vilket resulterade i att Mary Ann blev gravid. I samband med detta blev Mary Anns mor Margaret sjuk varpå hon reste och besökte henne. Kort efter att Mary Ann kommit dit började även Margaret klaga på magsmärtor. Hon dog vid 54 års ålder våren 1867, nio dagar efter Mary Anns ankomst.
Efter moderns död återvände Mary Ann med dottern Isabella till James Robinson i Sunderland. En kort tid senare insjuknade även Isabella och två av James Robinsons barn i svåra magsmärtor och dog. Alla tre barnen begravdes i april 1867.
Mary Ann och James Robinson gifte sig den 11 augusti 1867. Deras barn, dottern Mary Isabella, föddes i november samma år, men även hon blev sjuk i magsmärtor och dog i mars 1868. Under tiden som detta pågick hade James börjat bli misstänksam eftersom hans nya hustru insisterande på att han skulle teckna en livförsäkring på sig själv. Han upptäckte även att hon snart hade dragit på sig stora skulder bakom hans rygg samt att hon hade stulit över 50 pund som hon skulle ha satt in på banken. När James sedan upptäckte att Mary Ann hade tvingat hans äldste son att pantsätta flera värdesaker för att hon behövde mer pengar, kastade han ut henne.

## Fjärde maken: Frederick Cotton
Mary Ann var nu utfattig, hemlös och desperat. Hon sökte då upp en barndomsvän, Margaret Cotton, som bodde hos sin bror Frederick i Walbottle utanför Newcastle. Fredrick var nybliven änkling med två barn, Frederick Jr. och Charles. Margaret hade flyttat in hos sin bror för att hjälpa honom att ta hand om barnen. I slutet av mars 1870 drabbades dock Margaret av en obestämd magsjuka och avled kort därpå. Detta lämnade Mary Ann ensam kvar med den sörjande Frederick och de två barnen. Snart hade de inlett ett förhållande och för elfte gången i sitt liv blev Mary Ann gravid. Trots att hon fortfarande var gift med James Robinson gifte sig Frederick och Mary Ann den 17 september 1870, deras son Robert föddes i början av 1871. I december samma år avled även Frederick Cotton i "magfeber". Livförsäkringar hade dessförinnan tagits ut både på honom och hans båda söner.

## Två älskare
Efter Fredericks död flyttade Mary Ann in hos en man vid namn Joseph Nattrass. De två hade haft en kortare förbindelse under den tid då Mary Ann var gift med George Ward och strax efter att hon hade gift sig med Frederick Cotton återupptog de förhållandet sedan Mary Ann fått veta att han bodde i närbelägna West Auckland.
Mary Ann Cotton inledde även ett förhållande med en lokal ämbetsman, John Quick-Manning, som hade insjuknat i smittkoppor och som hade anställt henne som sjuksköterska. Förhållandet resulterade i att hon blev gravid med sitt tolfte barn.
I mars 1872 insjuknade Frederick Cotton Jr. och Mary Anns son Robert. Båda dog efter en kort tids sjukdom. Strax därpå insjuknade även Mary Anns älskare Joseph Nattrass i "magfeber" och dog. Kort tid dessförinnan hade Mary Ann övertalat honom att ändra sitt testamente så att hon skulle få ärva allt han ägde.

## Charles Cottons död
Början till Mary Anns fall kom när hon blev ombedd av en lokal näringsidkare, Thomas Riley, att hjälpa till att vårda en kvinna som var sjuk i smittkoppor. I samband med detta förhörde sig Mary Ann för Riley över om han kunde få Frederick Cottons enda kvarvarande son, Charles, inskriven på ett lokalt arbetshus varpå Riley uppgav att detta skulle bli svårt utan att hon själv gjorde honom sällskap. Mary Ann svarade då att det gjorde detsamma eftersom familjen Cotton ändå inte var särskilt långlivade. Några dagar efter detta avled Charles Cotton. När Mary Ann berättade detta för Riley blev denne misstänksam och gick till polisen. Riley, som även tjänade som West Aucklands biträdande rättsläkare, lyckades övertala rättsläkaren att skjuta upp skrivandet av en dödsattest tills omständigheterna kring pojkens död kunde klarläggas. En utredning gjordes av rättsläkaren, som dock kom fram till att Charles Cotton hade dött av naturliga orsaker. Mary Ann slog ifrån sig alla anklagelser och påstod till och med att Rileys  anklagelser mot henne grundade sig i att han hade gjort sexuella närmanden mot henne, men att hon hade avvisat honom.
Utredningen förde dock med sig att ett flertal lokaltidningar fick nys om historien och flera tidningar började kartlägga Mary Anns liv. Snart upptäckte man att Mary Ann på bara några år hade förlorat tre makar, en älskare, en vän, sin egen mor och ett dussin barn, som alla hade dött av "magfeber".

## Gripande
Tidningarnas skriverier gjorde att polisen fattade nya misstankar mot Mary Ann och en ny mer omfattande rättsmedicinsk undersökning av Charles Cottons död inleddes. Flera prover hade sparats från den första undersökningen och när dessa nu testades mer ingående fann man tydliga tecken på att pojken hade dött av arsenikförgiftning. Mary Ann greps och ställdes inför rätta åtalad för mordet på Charles Cotton. Det dröjde dock innan rättegången kunde inledas då Mary Ann vid tillfället var gravid med sitt tolfte barn och hon tilläts vänta till efter att barnet hade fötts. Den 10 januari 1873 födde Mary Ann en dotter som hon döpte till Margaret Edith Quick-Manning Cotton, hon var den enda av Mary Anns barn som överlevde henne.

## Rättegång och avrättning
Mary Ann Cottons rättegång inleddes den 5 mars 1873. Mary Ann hävdade bestämt sin oskuld men befanns skyldig till mordet på Charles Cotton och dömdes till döden. Hon ansökte om kunglig nåd, men fick avslag. Mary Ann Cotton avrättades, 40 år gammal, genom hängning på Durhamfängelset den 24 mars 1873.

## I populärkultur
TV-serien Dark Angel från 2015 skildrar historien om Mary Ann Cotton. I serien spelas Mary Ann av Joanne Froggatt. Bland övriga medverkande finns Alun Armstrong, Jonas Armstrong och Emma Fielding.